# Liste der Monuments historiques in Eringhem
Die Liste der Monuments historiques in Eringhem führt die Monuments historiques in der französischen Gemeinde Eringhem auf.

## Liste der Bauwerke
| Bezeichnung | Beschreibung | Standort                   | Kennzeichnung | Schutzstatus | Datum | Bild |
| ----------- | ------------ | -------------------------- | ------------- | ------------ | ----- | ---- |
| Motte       |              | Moulin de Nieuwland (Lage) | PA00107514    | Inscrit      | 1979  |      |

## Liste der Objekte

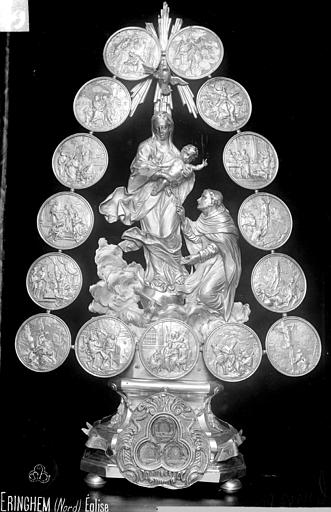
Reliquiar in der Kirche Ste-Apolline (19. Jahrhundert)

- Monuments historiques (Objekte) in Eringhem in der Base Palissy des französischen Kultusministeriums